# Dẽ lưng nâu
Dẽ lưng nâu (tên khoa học: Calidris canutus) là một loài chim trong họ Scolopacidae.
Đây là một loài chim biển có kích thước trung bình và sinh sản trong vùng lãnh nguyên Bắc Cực và Cordillera ở phía bắc của Canada, châu Âu, và Nga. Đó là một thành viên lớn của dẽ trong chi Calidris, thứ hai chỉ sau dẽ lớn. Có 6 phân loài được công nhận. Chế độ ăn của loài này thay đổi theo mùa; động vật chân đốt và ấu trùng là những thực phẩm ưa thích tại khu vực sinh sản, trong khi nhiều động vật thân mềm có vỏ cứng được chúng ăn tại các địa điểm ăn khác vào thời điểm khác.

## Hình ảnh

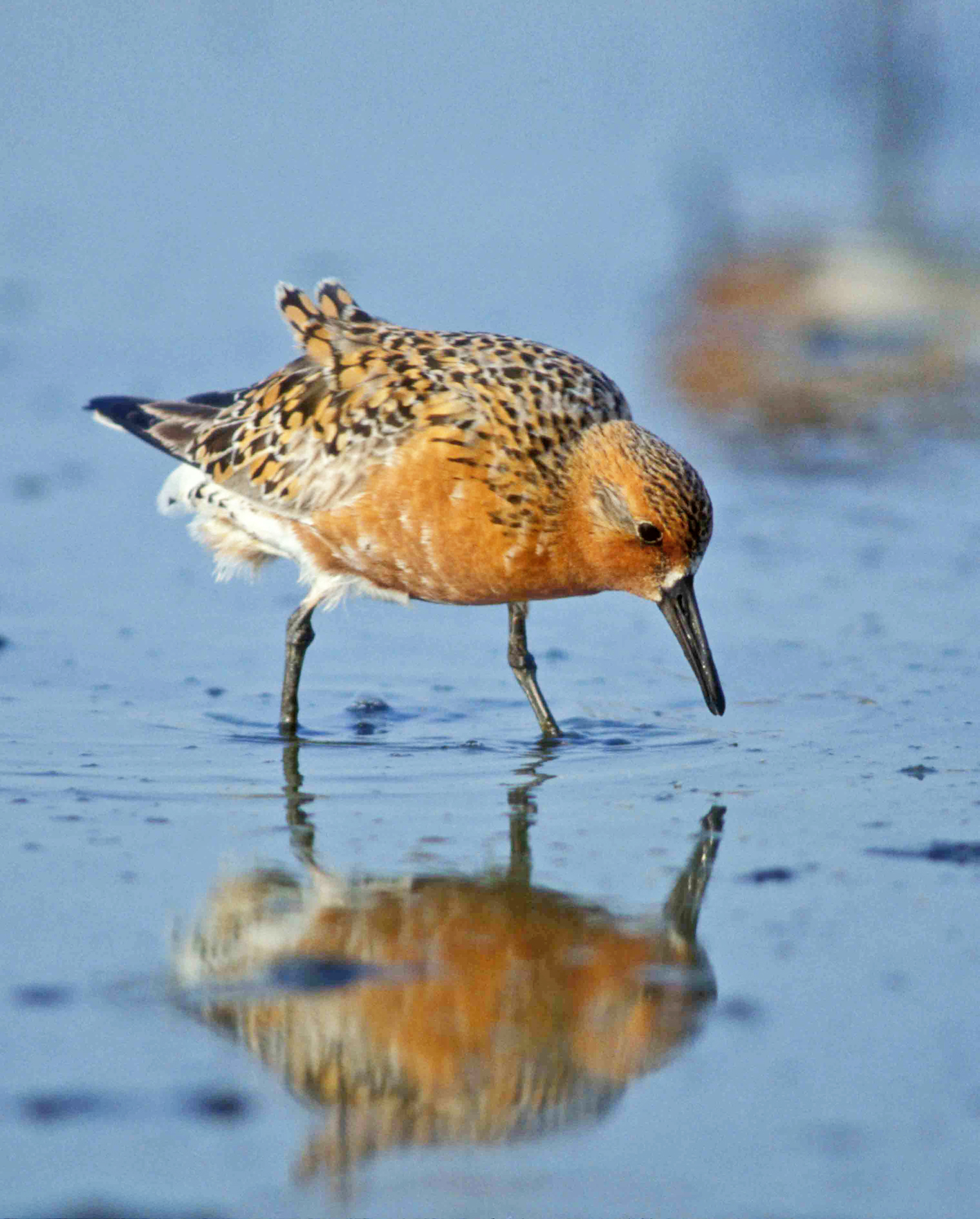
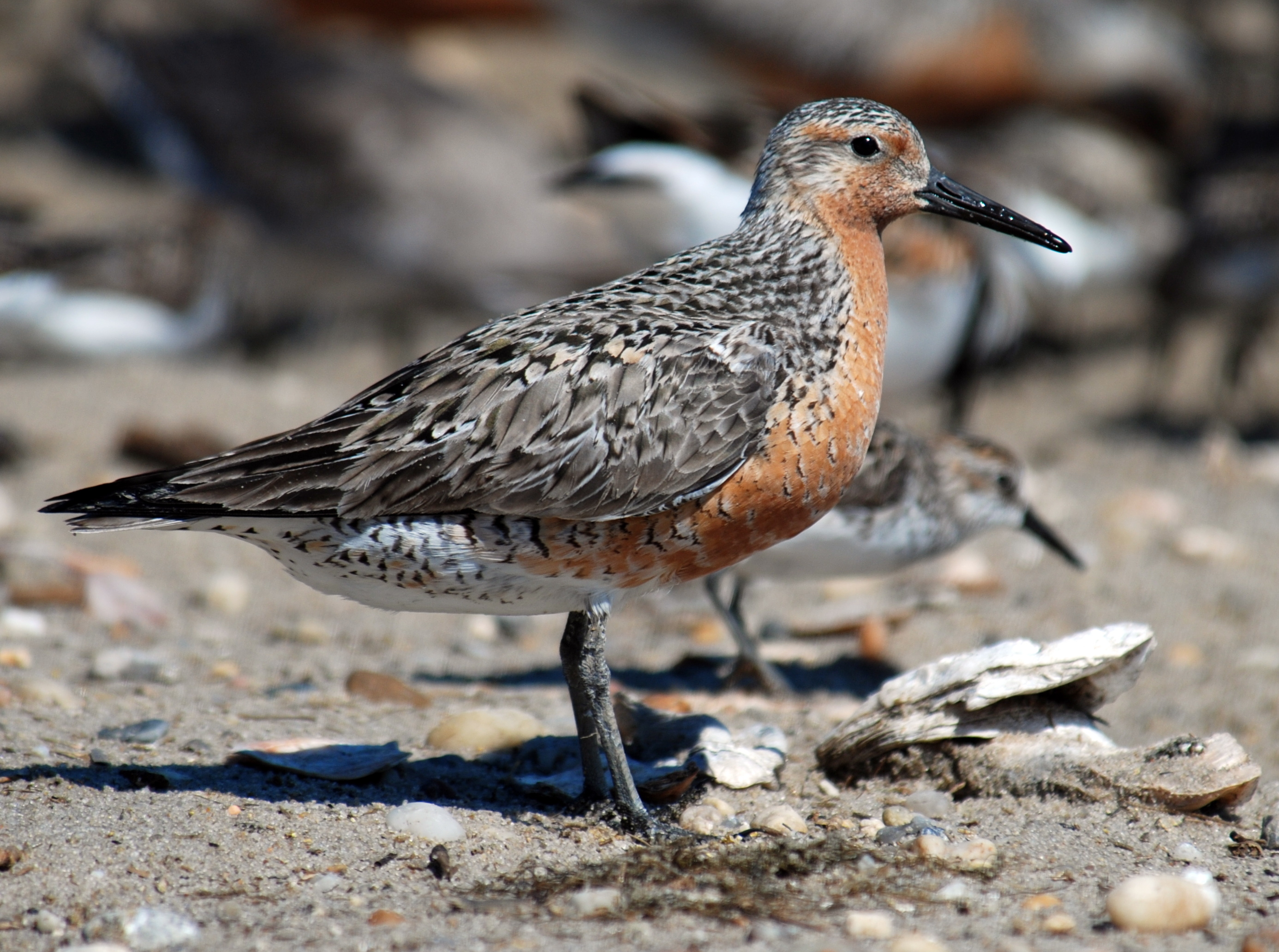
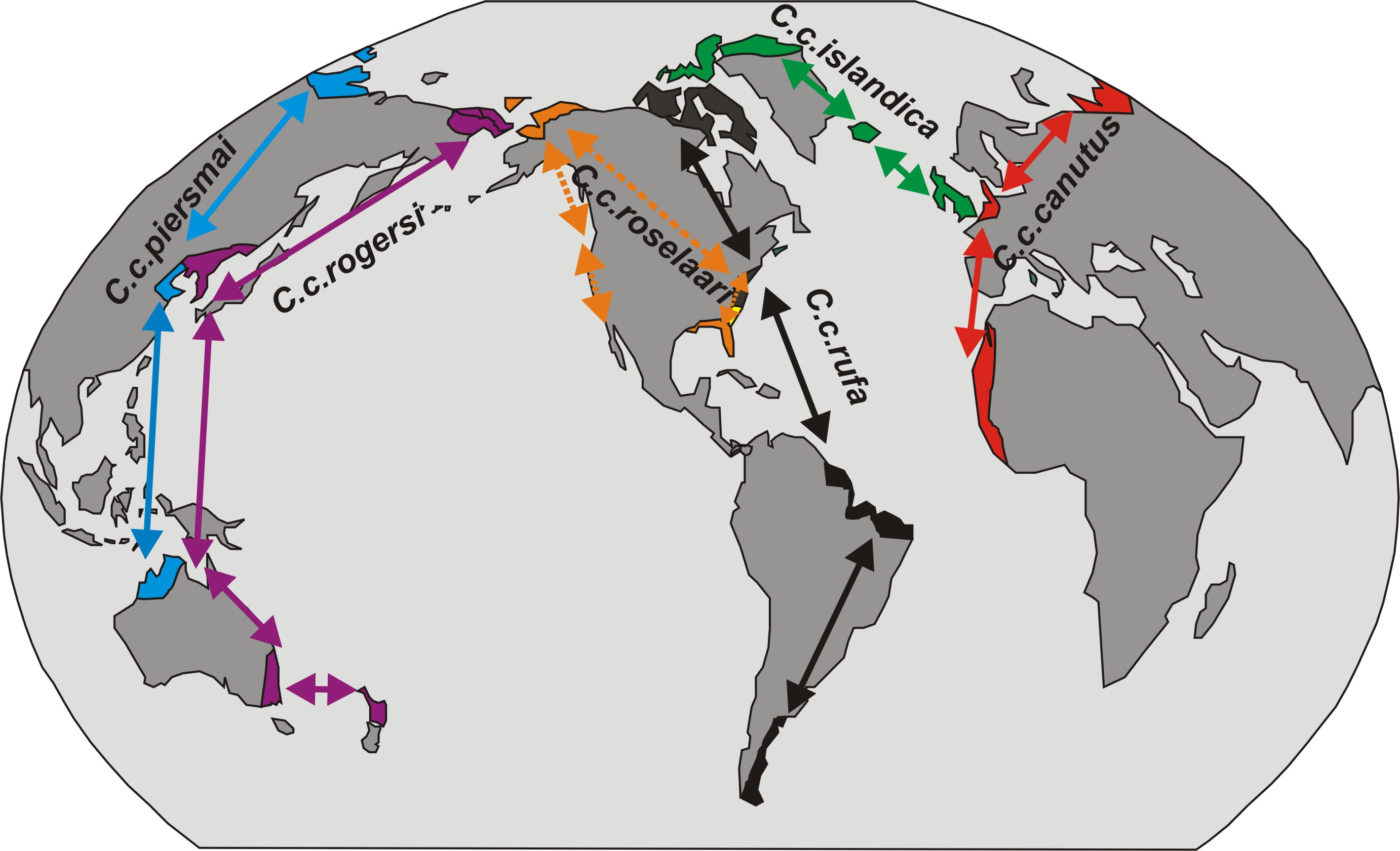
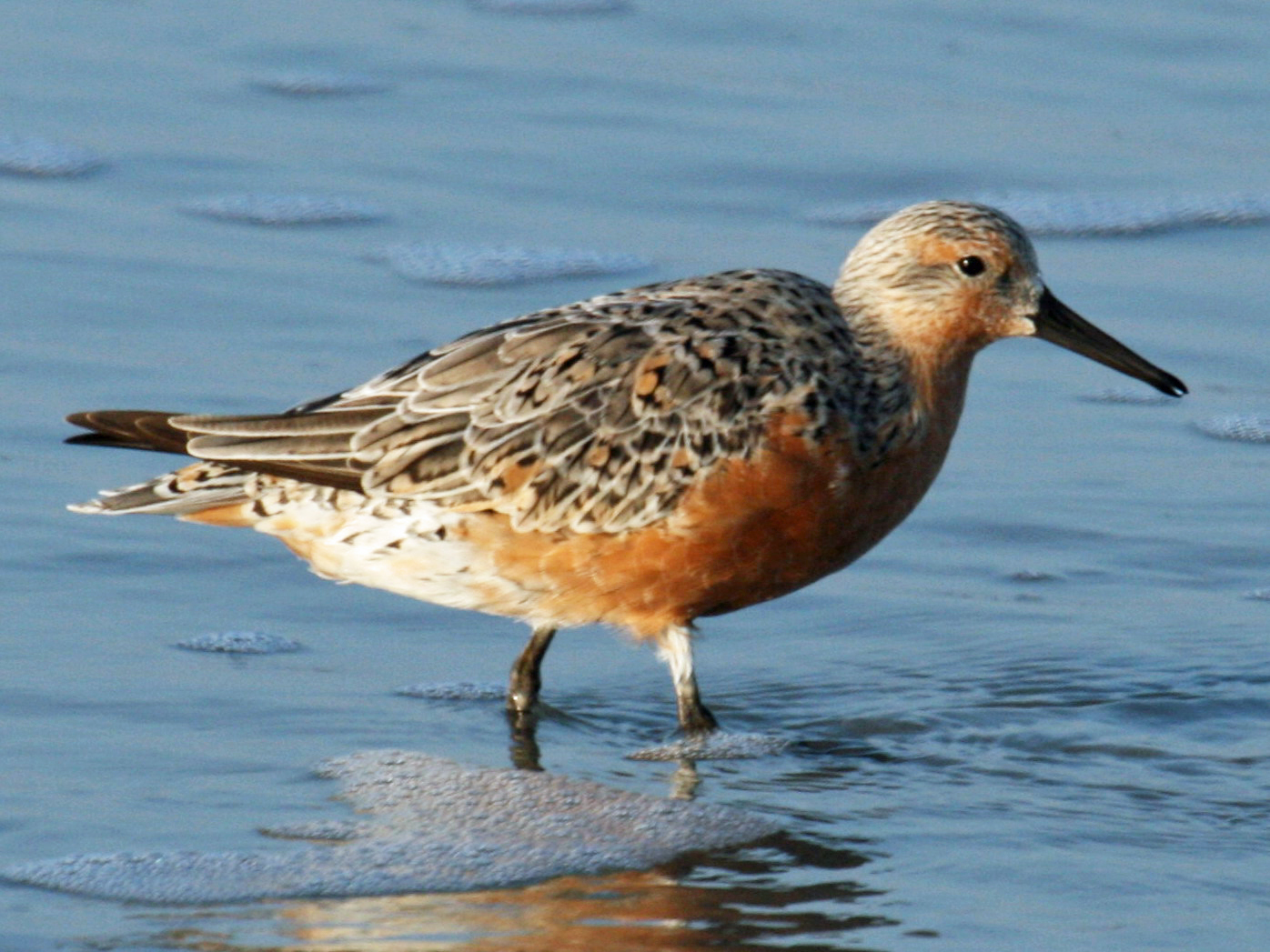

## Tham khảo

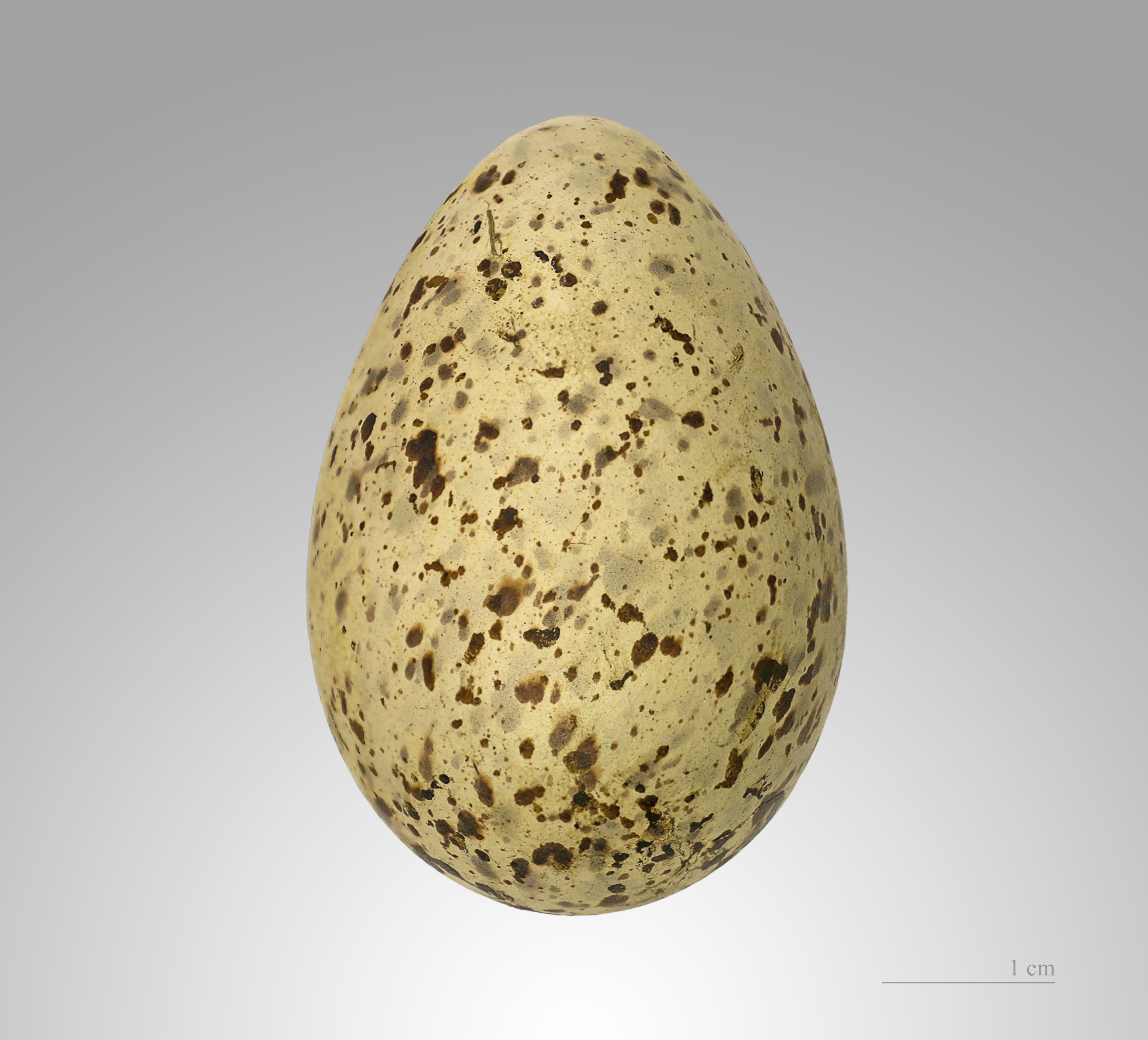
Trứng chim Calidris canutus